# Krisztus a mennybe fölmene
A Krisztus a mennybe fölmene áldozócsütörtöki egyházi népének. Dallama a Szegedi Ferenc Lénárd-féle Cantus Catholici-ben jelent meg. Szövege az Ascendit Christus kezdetű középkori, ismeretlen szerző által írt latin nyelvű ének szövege Sík Sándor fordításában.
Feldolgozás:
| Szerző       | Cím                                            | Mire                 | Mű                       |
| ------------ | ---------------------------------------------- | -------------------- | ------------------------ |
| Bárdos Lajos | Ascendit Christus (Krisztus a mennybe fölmene) | vegyeskar            | Musica Sacra I/1         |
| Bárdos Lajos | Ascendit Christus (Krisztus a mennybe fölmene) | egynemű kar          | Musica Sacra II/1        |
| Tóth József  |                                                | népre és vegyeskarra | 10 egyházi ének, 6. ének |

## Felvételek
- Krisztus a mennybe felménne. YouTube (2015. szeptember 15.)  (Hozzáférés: 2016. december 15.) (videó)
- Krisztus a mennybe fölmene alleluja alleluja. YouTube (2013. május 11.)  (Hozzáférés: 2016. december 15.) (videó)